# Batolite di Cerro Aspero
Il batolite di Cerro Aspero (in lingua spagnola: batolito de Cerro Aspero) è un gruppo di plutoni che si trova nella parte meridionale delle Sierras Pampeanas, nell'Argentina centrale.

## Caratteristiche
Il batolite si estende su un'area di circa 440 km2 e si trova 50 km a sud del più esteso batolite di Achala. Il batolite contiene vari plutoni circolari formatisi in giacimenti sotterranei a pressioni di 2 kbar o meno. I tre più grandi plutoni sono Alpa Corral, El Talita e Los Cerros, e assieme formano la parte più consistente del batolite.
La roccia più comune di cui è costituito è monzogranito con biotite, con una tessitura magmatica equigranulare, ma che varia da grossolana a porfiritica.
La formazione dei plutoni è avvenuta tra il Devoniano medio e il superiore. Il metamorfismo di contatto è perlopiù indeformato, al contrario di molti altri batoliti. La relazione tra l'episodio magmatico rappresentato dal batolite di Cerro Aspero e l'orogenesi famatiniana, non è ancora del tutto chiarita e per questo viene da taluni incluso nel ciclo magmatico Achaliano.
Nel batolite si trovano anche vene verticali o quasi verticali di fluorite, formatesi nel Cretacico, che raggiungono in genere uno spessore di 3 metri. Queste vene nel loro complesso rappresentano la più grande riserva di fluorite dell'intera area delle Sierras Pampeanas.